# خودرو کلاسیک

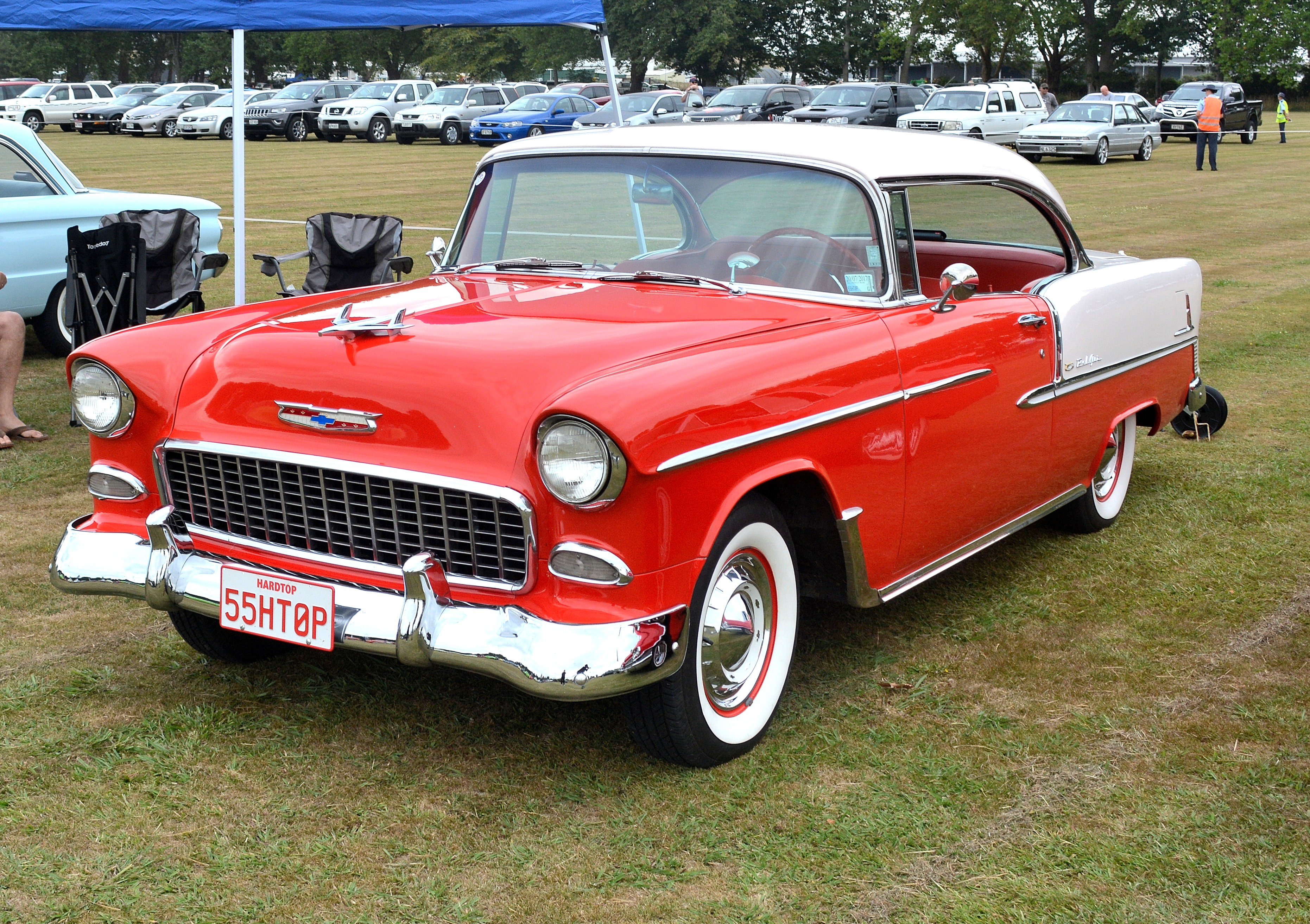
خودروهای کلاسیک خودروهایی قدیمی هستند ولی تعریف دقیق این خودروها در سراسر جهان متفاوت است. باشگاه خودروهای کلاسیک آمریکا مدعی است که یک خودرو باید بین ۵۰ الی ۶۰سال سن داشته باشد تا کلاسیک محسوب شود.

خودروهای کلاسیک خودروهایی قدیمی هستند ولی تعریف دقیق این خودروها در سراسر جهان متفاوت است. باشگاه خودروهای کلاسیک آمریکا مدعی است که یک خودرو، باید بین ۵۰ الی ۶۰سال سن داشته باشد تا کلاسیک محسوب شود. در حالی که اتومبیل‌های بین ۶۱ تا ۹۹ سال سن در کلاس پیش آنتیک و اتومبیلهای ۱۰۰ ساله و بالاتر در کلاس خودروهای آنتیک قرار دارند. خودروهای کلاسیک با توجه به سلامت، میزان دست نخوردگی و قطعات فابریک رده‌بندی می‌شوند، همچنین برخی از خودروها با توجه به مالک قبلی خود می‌تواند دارای ارزش خاص تری شود.

## کلاسیک مدرن
این خودروها معمولاً در محدوده ۱۵ تا ۲۵ سال سن قرار دارند. ولی معمولاً از نظر باشگاه اتومبیل‌های آنتیک آمریکا به‌عنوان خودرو کلاسیک پذیرفته نشده‌اند.
در انگلستان خودرو کلاسیک مدرن اغلب با تلقی و میل کارگزاران بیمه یا شرکت‌های بیمه تعریف می‌شود. این خودروها ممکن است بدون در نظر گرفتن سن آنها کلکسیونی در نظر گرفته شوند. ولی استفاده از آنها به اهداف تفریحی و مسافت معینی محدود می‌شود.